# Entoloma hochstetteri
Entoloma hochstetteri (Reichardt) G. Stev. 1962 è un fungo basidiomicete della famiglia delle Entolomataceae.
È una specie di fungo della Nuova Zelanda e dell'India. Il piccolo fungo ha un caratteristico colore azzurro, mentre le lamelle hanno una sottile tinta rossastra dovuta alle spore. La colorazione azzurra del fungo è dovuta a pigmenti di azulene. L'Entoloma hochstetteri non è commestibile, ma non si sa se sia velenoso o meno.

## Descrizione
L'Entoloma hochstetteri ha un corpo molto delicato e può essere trovato tra il muschio o tra le foglie morte. Il cappello può superare i 4 cm di diametro ed ha forma conica. Il colore del cappello è indaco-blu con una leggera sfumatura verde. La sporata è rosa. Le spore sono di 9.9–13.2 per 11.8–13.2 µm, di forma tetraedrica.
z

## Distribuzione e habitat
L'E. hochstetteri cresce nei boschi delle zone occidentali sia nel nord che nel sud della Nuova Zelanda , dove è associato con le specie Nothofagus e Podocarpus. Sono stati rinvenuti esemplari anche in India.

## Commestibilità
La commestibilità dell'Entoloma hochstetteri è sconosciuta. Diversi membri del genere Entoloma sono velenosi.

## Tassonomia
Questa specie fu descritta inizialmente nel 1866 come Hygrophorus hochstetteri da Reichardt, prima che gli fosse dato il suo nome binomiale corrente nel 1962 da Stevenson. Fu chiamata così per il celebre naturalista tedesco Ferdinand von Hochstetter.